# Alexander Pollack von Klumberg

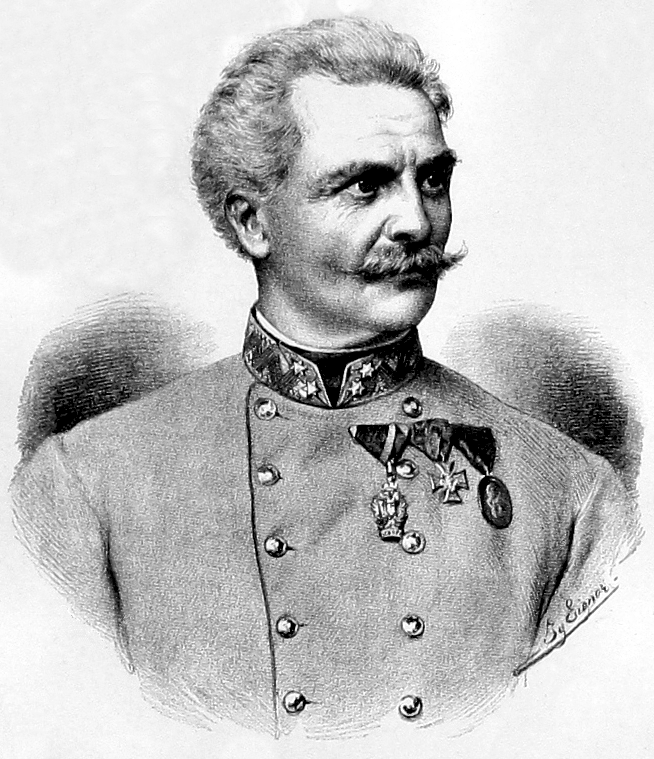
Alexander Pollack Ritter von Klumberg 1877

Alexander Pollack Ritter von Klumberg, auch Pollak, (* 23. November 1821 in Pest; † 27. Februar 1889 in Wien) entstammte einer deutsch-ungarischen bürgerlichen Familie und war ein österreich-ungarischer Offizier (Feldmarschallleutnant) sowie k.u.k. Generalfuhrwesens- und Generalremontierungsinspektor.

## Leben
Alexander trat am 23. Oktober 1833 in die Theresianische Militärakademie in der Wiener Neustadt ein und wurde am 1. September 1840 als Leutnant zum Friedrich Anton Prinz von Hohenzollern-Hechingen Chevauxlegers-Regiment Nr. 2 ausgemustert. Man beförderte ihn am 17. Dezember 1847 zum Oberleutnant und am 10. Oktober 1849 zum zweiten Rittmeister. Er nahm am Feldzug von 1846 in Galizien, an den Kämpfen 1848/49 in Italien, sodann 1849 zu Raab, Ily-Szöny, Komorn, Szőreg, Szegedin, Temeschwar. Orczidorf und Pikris am ungarischen Feldzug 1849 teil und avancierte am 1. Oktober 1852 zum ersten Rittmeister.
Vom 10. April 1858 bis 10. November 1863 diente Pollack als Major im 4. Kürassierregiment und beteiligte sich 1859 an den Kämpfen in Italien. Er rückte am 11. November 1863 zum Oberstleutnant vor.
Am 18. Februar 1866 wurde er Oberst und Regimentskommandant des Bukowina’schen Dragonerregiments  „Prinz Solms-Braunfels“ Nr. 9. Als solcher machte er den Feldzug in Böhmen mit und focht bei Wyssokowa und Skalitz. In der Schlacht bei Königgrätz warf er sich mit seinem Regiment – bei welcher Gelegenheit er selbst an vorderster Front mitkämpfte – als die feindliche Kavallerie zur Verfolgung der österreichischen Infanterie von den Höhen herabsprengte, den Feinden entgegen und zwang, indem er in einem glänzenden Angriff das 3. preußische Dragonerregiment fasste und das zur Unterstützung herbeigeeilte 11. Ulanenregiment zurückwarf, die Preußen zur Flucht. So wurde der in dieser Richtung zurückgehenden eigenen Infanterie der unbelästigte Übergang über die Elbe ermöglicht. Nachdem er nochmals an einer gelungenen Attacke gegen gegnerische Reiterei teilgenommen und den Feind von der Fortsetzung der Verfolgung abgeschreckt hatte, raillierte er sein Regiment im heftigsten Feuer und trat später langsam und geordnet den Rückmarsch an.
In Würdigung seiner Tapferkeit und dieser im Adelsdiplom ausdrücklich bezeichneten Verdienste erhielt er am 3. Oktober 1866 den Orden der Eisernen Krone 3. Klasse mit der Kriegsdekoration (KD.). Desgleichen wurde er am 22. Jänner 1867, mit Diplom zu Wien vom 22. März 1867, in den österreichischen Ritterstand mit dem Prädikat von Klumberg erhoben.

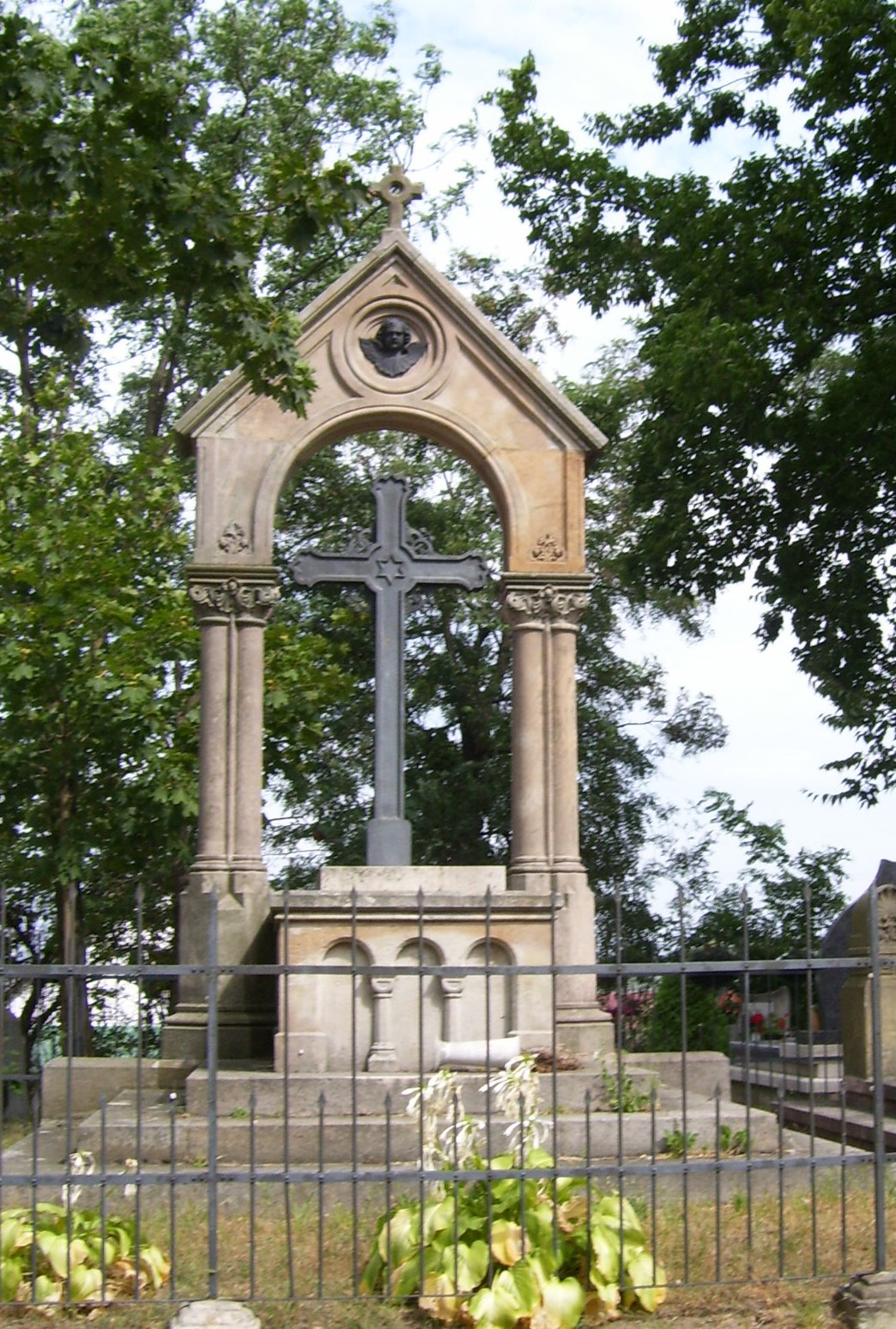
Familiengrabmal in Tahitótfalu

Am 16. Juli 1870 erfolgte seine Ernennung zum Brigadier bei der 13. Infanterie-Truppen-Division in Stuhlweißenburg, am 28. April 1872 (Rang vom 5. Mai des Jahres) die Beförderung zum Generalmajor auf diesem Dienstposten. Pollack wurde Generalfuhrwesensinspektor (7. Juli 1872 bis 6. September 1877), am 14. April 1874 unter Aufrechthaltung dieses Wirkungskreises Militärinspektor des k. k. Staatshengstendepots und am 14. Oktober des Jahres überdies auch Generalremontierungsinspektor, womit das gesamte Bespannungswesen in seiner Hand vereint und von ihm reformiert wurde. In diesen vielseitigen Verwendungen wurde er am 1. Mai 1877 (rang vom 26. April des Jahres) zum Feldmarschalleutnant.
Schließlich wurde Ritter Pollack von Klumberg am 6. September 1877 dem Generalkommando in Prag zugeteilt, und ihm bei diesem Anlass für die bisher geleisteten vorzüglichen Dienste von Kaiser Franz Joseph I. der Ausdruck der Allerhöchsten Zufriedenheit bekannt gegeben. Am 1. Dezember 1877 trat er in den Ruhestand.
Nach seinem Tod in Wien wurde der Offizier im Erbbegräbnis der Familie in Tahitótfalu (Ungarn) beigesetzt, wo auch sein Grabstein erhalten ist.

## Familie
Alexander war der Sohn des bekannten Architekten Mihály (Michael) Pollack (1773–1855) und dessen Gattin in zweiter Ehe, Magdalena Eger (1789–1880).  Der Offizier vermählte sich mit Auguste Unger (1837–1902) und hatte einen Sohn, Michael Alois Josef  Leo (1859–1929), 1898 Oberstleutnant-Oberst und Regimentskommandant des Niederösterreichisch – mährischen Dragonerregiment Nr. 15.
Von des Alexanders zwei Töchtern war Alexandrine (1858–1935) die Großmutter von Elisabeth König Baronin von Aradvár (1904–1981), die den Hofrat und technischen Direktor der damaligen Österreichischen Salinen in Wien, Eberhard Karl (1902–1978), einen Sohn des renommierten Militärschriftstellers Eberhard Mayerhoffer von Vedropolje und der Katharina Freiin Putz von Rolsberg, heiratete.

## Wappen
1867: Gevierter Schild. 1 Ein braunes Pferd im Rennen in goldenem Felde; 2 Zwei geharnischte Arme mit gekreuzten Schwertern in rotem Felde; 3 Ein grüner Berg in rotem Felde; 4 Ein schwarzer Löwe in goldenem Felde. Auf dem Schilde ruhen zwei gekrönte Turnierhelme. Aus der Krone des rechten Helms wächst ein springendes braunes Pferd, auf der des linken ruht ein geharnischter Arm mir geschwungenem Schwerte. Die Helmdecken des linken Helms find rot mit Silber, jene des rechten schwarz mit Gold unterlegt.